# Sam Bradford
Samuel Jacob "Sam" Bradford (født 8. november 1987 i Oklahoma City, Oklahoma, USA) er en professionel amerikansk fodbold-spiller fra USA, der spiller som quarterback i NFL (han er pt. free agent). Han har spillet i NFL siden 2010-sæsonen, hvor han blev valgt af Rams som den allerførste spiller i sæsonens draft. I løbet af offseason 2015 byttede Philadelphia sig til Sam Bradford i en omdiskuteret byttehandel med Nick Foles, Foles var på daværende tidspunkt den startende Quarterback for Eagles. Bradford oplevede dog begrænset succes hos Eagels og blev i løbet af offseason 2016 sendt til Minnesota Vikings for et 1. runde valg i 2017 draften, samt et præstationsbaseret 4. runde valg i 2018 draften.

## Klubber
- 2010-2015: St. Louis Rams
- 2015-2016: Philadelphia Eagles
- 2016-2018: Minnesota Vikings
- 2018: Arizona Cardinals